# محمد سعيد القشاط
محمد سعيد القشاط (1942 -) كاتب وشاعر ليبي، ولد ببلدة الجوش بالجبل الغربي. حصل على إجازة التدريس العامة من معهد المعلمين بطرابلس 1959، وعلى دبلوم الصحافة العالي من جامعة القاهرة 1963، وعلى الدكتوراة من جامعة المجر 1986. عمل بالتدريس من عام 1959إلى 1969، ثم بالصحافة حتى عام 1976، وتولى فيها مناصب كان آخرها إدارة المؤسسة العامة للصحافة، كما عمل مديراً لمركز شؤون الصحراء، ثم سفيراً لبلاده في الرياض.

## أعماله

### برامج
- أعلام الأعلام في الجهاد الليبي على قناة الجماهيرية الفضائية.
- أحساب وأنساب على قناة ليبيا 24.
- شاهد الحديث على قناة ليبيا 24.
- صف البنيان على قناة الجماهيرية العظمى.

### مؤلفاته

#### التاريخ
- موسوعة شهيرات النساء في ليبيا
- القذافي وأنا وبن علي
- موسوعة القبائل العربية اللييية
- عرب الصحراء الكبرى التوارق.
- حكايات من الواقع.
- مراحيل العطش في ليبيا
- الأدب الشعبي في ليبيا.
- بين نجوع البادية
- من القصص الشعبية في الصحراء
- خليفة بن عسكر.
- جهاد الليبيين ضد فرنسا في الصحراء الكبرى 1854-1986.
- الأسراب الجانحة.
- الصحراء تشتعل.[2]
- صحراء العرب الكبرى.
- لوافح الصحراء
- فرسان الغروب.
- على مشارف الستين.
- الفروسية في ليبيا
- القرضابية.
- معارك الدفاع عن الجبل الغربي.
- أعلام من الصحراء.
- سمر البدو في الصحراء.

#### الشعر
- القذافي في عيون الشعراء العرب
- من نقائض الشعراء العرب في الصحراء
- عشيات وادي غدو
- نماذج من الشعر العربي في الصحراء.
- سبع قصائد ثورية
- وداعاً للرحيل
- حفيف الطلح
- إلى راعية
- خمائل الاقحوان 1997.
- من شعراء الغرب الليبي (دراسة الشعر العربي).
- ديوان الشاعر محمد بن عبد الرحمن الحامدي (جمع وتحقيق).
- ديوان الشاعر بلقاسم بن محمد (جمع وتحقيق).
- ديوان الشاعر محمد كريميد (جمع وتحقيق).
- ديوان الشاعر أحمد فردة (جمع وتحقيق).
- ديوان الشاعر أحمد بن دلة (جمع وتحقيق).
- ديوان الشاعر خليفة الكردي (جمع وتحقيق).
- ديوان الشاعر عظيم العنابي(جمع وتحقيق).
- ديوان الشاعر محمد درمان (جمع وتحقيق).
- ديوان الشاعر محمد بوسيف (تحقيق).
- ديوان الشاعر منصور العلاقي (تحقيق).

## راجع أيضا
- قائمة الشعراء الليبيين